# Bergerie (Dutilleux)
Pour l’article homonyme, voir Bergerie.
Bergerie est une œuvre pour piano d'Henri Dutilleux.

## Présentation
Bergerie est une courte pièce pour piano d'Henri Dutilleux dont l'année de composition n'est pas précisément connue. En raison du numéro du bulletin de déclaration à la Sacem de l'œuvre, elle est considérée par le musicologue Pierre Gervasoni comme étant composée « au cours de l'année 1945 ».  
La partition est écrite à destination pédagogique et publiée en 1946 par les éditions Henry Lemoine au sein du recueil Jardin d'enfants. Pièces faciles pour le piano choisies et doigtées par Marie-Rose Clouzot.  
La durée moyenne d'exécution de Bergerie est d'une minute environ,.    
Dans le catalogue des œuvres d'Henri Dutilleux établi par Pierre Gervasoni, la pièce porte le numéro PG 31.    

## Discographie
- Henri Dutilleux: Complete Solo Piano Music, John Chen (piano), Naxos 8.557823, 2007.
- Henri Dutilleux: The Centenary Edition, CD 6, Anne Queffélec (piano), Erato 0825646047987, 2015[4].
- Dutilleux: Complete Music for Piano Solo, Vittoria Quartararo (piano), Piano Classics PCL10167, 2021.